# رودولف فرانز لنرت
رودولف فرانز لنرت (آلمانی: Rudolf Franz Lehnert; ‏ ۱۳ ژوئیه ۱۸۷۸–۱۶ ژانویه ۱۹۴۸) عکاس اتریشی-مجارستانی بود که بیشتر به خاطر عکس‌های او از مردمان شرقی شناخته می‌شود.

## زندگی
لنرت زادهٔ شهر گراس آپا در بوهمیا در امپراتوری اتریش-مجارستان بود که اکنون بخشی از خاک جمهوری چک است.
او در ابتدا در سال ۱۹۰۴ به تونس سفر کرد و در آنجا با دوستش ارنست هنریش لندراک دیدار کرد. آنها با هم کارگاه عکاسی در تونس راه‌اندازی کردند و برای ۴۰ سال با هم در آنجا فعال بودند. سپس کارگاه‌هایی در مونیخ، لایپزیگ و قاهره راه‌اندازی کردند و آثاری با نام «لنرت و لندراک» منتشر کردند.
از سال ۱۸۶۰ و پس از آن عکاسی از مردم با فرهنگها و اصول اخلاقی و جنسی گوناگون برای اهداف اروتیک و هنری گسترش یافت. به گفته پاسکال باتنز عکاس بلژیکی عکاسی آنها سمت و سوی نژادگرایانه داشت.
لنرت سالهای پایانی زندگیش را در الرّدَیِّف در تونس گذراند.